# Kontinentalni turizam
Kontinentalni ili možda pravilnije ruralni turizam jer se takva vrsta ne veže toliko na prostor turističke destinacije kolko na vrstu usluge, objedinjuje 19 mogućih vrsta  turizma: 
- seoski turizam
- rezidencijalni turizam
- zavičajni turizam
- športsko-rekreacijski turizam
- avanturistički turizam
- zdravstveni turizam
- edukacijski turizam
- tranzitni turizam
- kamping turizam
- nautički kontinentalni turizam
- kulturni turizam
- vjerski turizam
- lovni turizam
- ribolovni turizam
- vinski turizam
- gastronomski turizam
- prirodi bliski turizam
- eko turizam
- mješovite i ostale vrste turizma.

## Kontinentalni turizam u Hrvatskoj
Turizam na seljačkim gospodarstvima u Hrvatskoj najrazvijeniji je u primorskom prostoru, točnije u Istarskoj županiji. U županijama s izlazom na Jadransko more nalazi se 87 od ukupno 117 registriranih obiteljskih seljačkih gospodarstava (74.4 %) i u njima je tijekom 2000. ostvareno 11 320 noćenja (88 % od ukupnog broja noćenja). Iako brojna iskustva iz svijeta pokazuju da spoj sun & beach i ruralnog turizma nisu nužna za njegov razvoj jer gosti koji odabiru turistička seljačka gospodarstva imaju drugačije poimanje odmora, evidentno je, iz primjera Istarske i Dubrovačko-neretvanske županije, da raznolikiji privlačni faktori, uz razvijeniju turističku infrastrukturu i tradiciju bavljenja turizmom, imaju važnu ulogu.
Pogrešno je promatrati kontinentalni turizam kao nadopunu turizma na moru s obzirom na to da se oblici turizma koji se razvijaju na kontinentu mogu razviti kao potpuno samostalna ponuda.
Prednosti kontinentalnog turizma su u tome što se može prodavati svih 12 mjeseci, a ne samo u sezoni.
Zbog toga kontinentalni turizam (Ruralni turizam), koji čini svega 5 posto u ukupnom turističkom prometu u Hrvatskoj, treba razvijati kao poseban turistički proizvod.

## Vanjske poveznice
- Kontinentalni-turizam.com  Arhivirana inačica izvorne stranice od 13. lipnja 2007. (Wayback Machine)
- Turizam na seljačkim gospodarstvima u Hrvatskoj, Aleksandar Lukić  Arhivirana inačica izvorne stranice od 12. svibnja 2007. (Wayback Machine)
- Još neke destinacije u Hrvatskoj